# Charlotte Giebelmann
Charlotte Giebelmann (* 13. Oktober 1899 in Berlin; † 28. Februar 2002 ebenda) war eine deutsche Eiskunstlauftrainerin.

## Leben
Charlotte Giebelmann begann mit sechs Jahren mit dem Eislaufen. In ihrer Jugend war sie ein gefeierter Revuestar im Admiralspalast. Nach dem Zweiten Weltkrieg war sie in den 1950er Jahren maßgeblich am Aufbau der ersten DDR-Auswahl im Eiskunstlauf beteiligt. Zu ihren Schützlingen gehörten die später als Trainer erfolgreichen Jutta Müller, Inge Wischnewski und Heinz Lindner.
Charlotte Giebelmann war mit Harry Giebelmann verheiratet. Zuletzt lebte sie in einem Pflegeheim im Berliner Bezirk Pankow. Sie gehört zu den wenigen Menschen, die in drei Jahrhunderten gelebt haben.